# Франк Джоузеф
Франсиз Колин (на английски: Francis Joseph Collin) е бивш политически активист и американски писател на произведения в жанра научнопопулярна литература и исторически изследвания. Пише под псевдонима Франк Джоузеф (на английски: Frank Joseph).

## Биография и творчество
Франсиз Джозеф Колин е роден на 3 ноември 1944 г. в Чикаго, Илинойс, САЩ. Баща му Макс Франк Колин, рож. име Макс Симон Коен, е син на евреи загинали в Холокоста, а той оцелява в Дахау. Според Франсиз това е легенда измислена от баща му. Майка му Вирджиния Хардиман е американка католичка.
Като младеж става член на Американската нацистка партия на Джордж Линкълн Рокуел. Става координатор за Средния запад. След смъртта на Рокуел през 1967 г., напуска партията заради несъгласие с новия ѝ лидер. През 1970 г. основава Националсоциалистическа партия на Америка. Става известен в края на 70-те години с плана си за марш в преобладаващо еврейското предградие на Скоки, Илинойс, и печели във Върховния съд. През 1979 г. губи позицията си в партията след като е осъден заради сексуален тормоз над деца и лежи три години в затвора.
По време на излежаване на присъдата си се свързва с Ръсел Бъроуз, който работи като надзирател и твърди, че е открил тайна пещера в Южен Илинойс с древно съкровище на Атлантида. След освобождаването от затвора се насочва към литературата и темата за неразкритите исторически загадки. Пише статии за списание „Fate“ и в периода 1993 – 2009 г. е редактор на списание „The Ancient American“, което развива темата за древен предиколумбов трансокеански контакт между Стария свят и Северна Америка, и че сложните местни култури на Америка са пряко повлияни от мигранти от Европа.
През 1987 г. пише първата си книга за Атлантида. Автор е на книгите „Развитите цивилизации на праисторическа Америка“, „Гибелта на Атлантида“, „Изчезналата цивилизация на Лемурия“, „Оцелелите от Атлантида“, „Изчезналото съкровище на цар Юба“, „Атлантида и маите“ и др.
Франсиз Колин живее в долината на Мисисипи.

## Произведения
- Lost Pyramids of Rock Lake: Wisconsin's Sunken Civilization (1992)
- Atlantis in Wisconsin: New Revelations About the Lost Sunken City (1995)
- Edgar Cayce's Atlantis and Lemuria: The Lost Civilizations in the Light of Modern Discoveries (2001)
- The Lost Treasure of King Juba: The Evidence of Africans in America before Columbus (2003)
- Synchronicity & You: Understanding the Role of Meaningful Coincidence in Your Life (2003)
- Last of the Red Devils: America's First Bomber Pilot (2003)
- The Destruction of Atlantis: Compelling Evidence of the Sudden Fall of the Legendary Civilization (2004)
Гибелта на Атлантида : Убедителни свидетелства за внезапния край на легендарната цивилизация, изд.: ИК „Хермес“, Пловдив (2004), прев. Стамен Стойчев
- Discovering the Mysteries of Ancient America: Lost History and Legends, Unearthed and Explored (2003)
Забравената Америка, изд. „НСМ-Медиа“ (2016), прев. Владимир Зарков
- Survivors of Atlantis: Their Impact on World Culture (2004)
Оцелелите от Атлантида : влиянието на атлантите върху древните цивилизации, изд.: ИК „Хермес“, Пловдив (2010), прев. Стамен Стойчев
- The Atlantis Encyclopedia (2005)
- The Lost Civilization of Lemuria: The Rise and Fall of the Worlds Oldest Culture (2006)
Изчезналата цивилизация на Лемурия, изд.: ИК „Хермес“, Пловдив (2008), прев. Стамен Стойчев
- Opening the Ark of the Covenant: The Secret Power of the Ancients, The Knights Templar Connection, and the Search for the Holy Grail (2007) – с Лаура Бодуан 
Кивотът : Тайното оръжие на атлантите, изд.: ИК „Кръгозор“, София (2008), прев. Паулина Мичева
- Atlantis and Other Lost Worlds (2008)
- Advanced Civilizations of Prehistoric America: The Lost Kingdoms of the Adena, Hopewell, Mississippians, and Anasazi (2009)
- The Power of Coincidence: The Mysterious Role of Synchronicity in Shaping Our Lives (2009)
- Mussolini's War: Fascist Italy's Military Struggles from Africa and Western Europe to the Mediterranean and Soviet Union 1935 – 45 (2009)
- Gods of the Runes: The Divine Shapers of Fate (2010)
- Atlantis and 2012: The Science of the Lost Civilization and the Prophecies of the Maya (2010)
2012 : Атлантида и маите : защо предсказанията на маите произхождат от Атлантида, изд. „Millenium“ (2011), прев. Денис Коробко
- Before Atlantis: 20 Million Years of Human and Pre-Human Cultures (2013)
- The Lost Colonies of Ancient America: A Comprehensive Guide to the Pre-Columbian Visitors Who Really Discovered America (2013)
- World War II Turning Points: The Secret Decisions, Forgotten Blunders and Cover-Ups That Really Determined Its Outcome (2015)
- Our Dolphin Ancestors: Keepers of Lost Knowledge and Healing Wisdom (2016)
Делфините нашите прародители, изд. „НСМ-Медиа“ (2017), прев. Владимир Зарков
- Military Encounters with Extraterrestrials: The Real War of the Worlds (2018)

Други издадени на български език
- Forbidden History (??)
Забранената праистория, изд. „НСМ-Медиа“ (2017), прев. Антоанета Дончева-Стаматова